# Estelle Cascarino
Estelle Cascarino (Saint-Priest, Francia; 5 de febrero de 1997) es una futbolista francesa. Juega como defensora en la Juventus de la Serie A de Italia. Es internacional con la selección de Francia.

## Clubes
| Club                       | País       | Año             |
| -------------------------- | ---------- | --------------- |
| Olympique de Lyon          | Francia    | 2015 - 2016     |
| FCF Juvisy                 | Francia    | 2016 - 2017     |
| Paris FC                   | Francia    | 2017 - 2019     |
| Bordeaux                   | Francia    | 2019 - 2021     |
| Paris Saint-Germain        | Francia    | 2021 - 2023     |
| Manchester United (cedida) | Inglaterra | 2023            |
| Juventus                   | Italia     | 2023 - presente |

## Palmarés

### Títulos nacionales
| Título              | Club              | País    | Año     |
| ------------------- | ----------------- | ------- | ------- |
| Division 1 Féminine | Olympique de Lyon | Francia | 2014-15 |
| Division 1 Féminine | Olympique de Lyon | Francia | 2015-16 |
| Copa de Francia     | Olympique de Lyon | Francia | 2021-22 |

### Títulos internacionales
| Título                    | Club    | País       | Año  |
| ------------------------- | ------- | ---------- | ---- |
| Campeonato Europeo Sub-19 | Francia | Eslovaquia | 2016 |

(*) Incluyendo la Selección

## Vida personal
Estelle Cascarino es la hermana gemela de la futbolista Delphine Cascarino.